# Rhysodesmus minor
Rhysodesmus minor är en mångfotingart som först beskrevs av Chamberlin 1943.  Rhysodesmus minor ingår i släktet Rhysodesmus och familjen Xystodesmidae. Inga underarter finns listade i Catalogue of Life.